# Ignacio Bogino

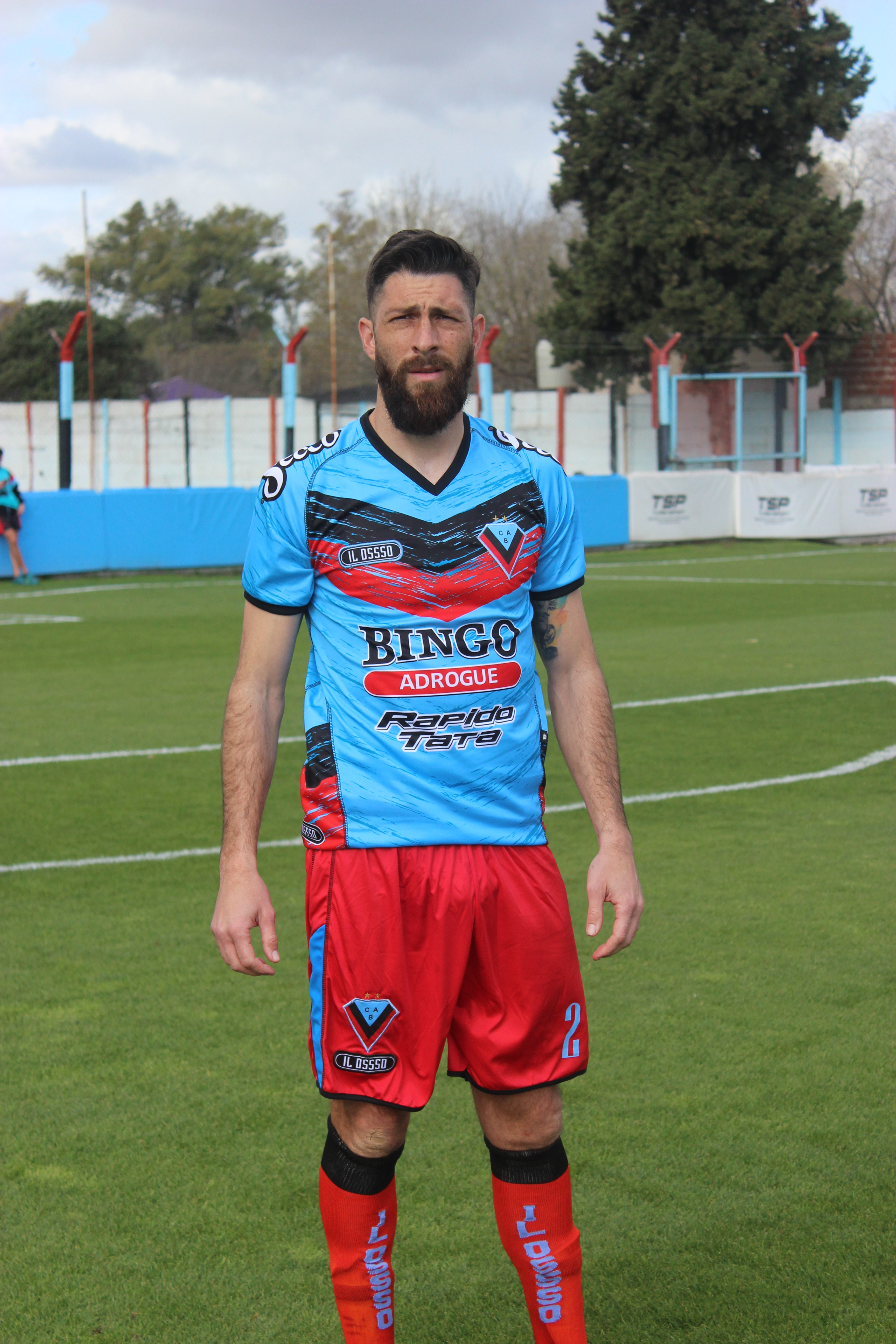
Ignacio Bogino antes de transpirar la camiseta de Brown de Adrogue

Ignacio Bogino (Rosario, Sante Fe, Argentina, 22 de febrero de 1986) es un futbolista argentino. Juega para el Club Atlético Brown de Adrogué, en la Primera B Nacional de Argentina.

## Clubes
| Club                       | País      | Año           | PJ  | G |
| -------------------------- | --------- | ------------- | --- | - |
| Rosario Central            | Argentina | 2008-2010     | 19  | 0 |
| Arsenal de Sarandí         | Argentina | 2010-2011     | 6   | 0 |
| Patronato de Paraná        | Argentina | 2011-2015     | 116 | 9 |
| Temperley                  | Argentina | 2015-2018     | 56  | 1 |
| Brown de Adrogué           | Argentina | 2018-2020     | 38  | 3 |
| Central Córdoba de Rosario | Argentina | 2020-presente | -   | - |